# Caltex Records
Caltex Records is een Amerikaans platenlabel en divisie van Caltex Music, gevestigd in Los Angeles, Californië. Het werd in 1980 opgericht door de Iraans-Amerikaanse immigrant Mehrdad Pakravan. Het label richt zich op Iraanse muziek. In 1994 vertegenwoordigde het label driekwart van de Perzische muziekartiesten in de wereld, deels als gevolg van de uittocht van muzikanten uit Iran na de Iraanse Revolutie van 1979, toen populaire muziek verboden.

## Artiesten
Artiesten die hun werk bij Caltex Records hebben uitgebracht zijn onder andere:
- Dariush Eghbali
- Googoosh
- Hayedeh
- Homeyra
- Leila Forouhar
- Mahasti
- Marzieh
- Moein
- Siavash Ghomayshi
- Siavash Shams
- Viguen